# Straße der Staufer
Die Straße der Staufer ist eine etwa 300 Kilometer lange Touristische Themenstraße in Baden-Württemberg, die durch die geschichtsträchtige Touristikregion Stauferland führt. Jenes erstreckt sich im Bereich der Städte Göppingen, Schwäbisch Gmünd, Aalen und Heidenheim an der Brenz und den dazugehörigen Landkreisen (Göppingen, Heidenheim, Ostalbkreis) hauptsächlich in der Region Ostwürttemberg des Regierungsbezirk Stuttgart. Die Route kann sowohl mit dem Auto, mit dem Fahrrad als auch zu Fuß bereist werden. Die Straße der Staufer führt rund um den Hohenstaufen und den weiteren Kaiserbergen zu den bedeutenden Plätzen der Geschichte, Baukunst und Kultur im Land der Staufer. Sie wurde im Stauferjahr 1977 eingerichtet, zunächst vor allem in den Landkreisen Göppingen und Ostalbkreis mit einer Länge von 130 Kilometern. 1997 wurde die Straße auf den Landkreis Heidenheim und ihre heutige Länge erweitert.

## Verlauf
Als Ausgangspunkt der Route dient das Wäscherschloss in Wäschenbeuren-Wäscherhof. Auf der Bundesstraße 297 führt der Weg nach Birenbach. Kurz hinter dem Ort geht es über Adelberg über eine Schleife durch den Schurwaldes via Ober- und Unterberken und Wangen oberhalb des Filstals hinab nach Faurndau. Die Fils und ihre Niederung wird nach Süden Richtung verlassen. Es folgen Jebenhausen, Bezgenriet, Bad Boll, Dürnau, Gammelshausen, Heiningen, Göppingen, Hohenstaufen, Jackenhof und Schurrhof sowie ihr Hauptort Ottenbach, Krummwälden, Salach mit der Ruine Staufeneck mit hervorragendem Ausblick auf die Geomorphologie des umliegenden Geländes, Süßen, Donzdorf mit Schloss Ramsberg den Stuifen im Blick. Geislingen an der Steige ist die nächste Station, weiter nach Eybach, Waldhausen, Gussenstadt, Söhnstetten, Steinheim am Albuch inmitten seines Kraters, Schloss Hellenstein, Heidenheim an der Brenz, Mergelstetten, Bolheim, Herbrechtingen, Kloster Anhausen an der Brenz, Burgstall Eselsburg über dem gleichnamigen Ortsteil von Herbrechtingen im Eselsburger Tal, das von der Brenz von einer weiträumigen Schleife durchzogen wird, Bissingen ob Lontal, Stetten ob Lontal, Oberstotzingen, Niederstotzingen, Sontheim, Brenz, Hermaringen und dessen Ortsteil Gerschweiler, Giengen an der Brenz, Oggenhausen, Nattheim, Kleinkuchen, Neresheim, Burg Katzenstein, Iggenhausen, Dischingen, Fleinheim, erneut Nattheim, Schnaitheim, Itzelberg, Königsbronn, Zang, Bartholomä, das Wental mit seinen Felsformationen, die Ruine Lauterburg, Heubach, Böhmenkirch, Schloss Weißenstein, Rechberg, Hohenrechberg, Schwäbisch Gmünd und das Kloster Lorch. Am Wäscherschloss ist die Rundreise beendet, die aber jederzeit abgekürzt werden kann.
Im westlichen Teil der Straße der Staufer befinden sich sieben Stauferstelen.

## Sehenswürdigkeiten

### Schloss Wäscherburg
Das Schloss Wäscherburg, auch Wäscherschloss oder Burg Büren genannt, liegt im Wäschenbeurener Ortsteil Wäscherhof. Es wurde Mitte des 11. Jahrhunderts von den Staufern errichtet. Archäologische Funde deuten darauf hin, dass bereits im 10. Jahrhundert an gleicher Stelle ein Vorgängerbau (eine Burg) bestand. Im Schloss befindet sich heute ein Heimatmuseum und eine Ausstellung zu dessen Geschichte.

### Kloster Lorch
Das 1102 vom staufischen Herzog Friedrich I. und seiner Familie gestiftete Kloster Lorch diente als Hauskloster der Staufer. Es unterstand dem Papst. Die romanische Pfeilerbasilika beherbergte zunächst Benediktiner-Mönche. Es beherbergte früher eine große Kunstsammlung und eine umfangreiche Bibliothek, welche jedoch durch Bauernkrieg und Reformation fast vollständig zerstört wurde.

### Hohenstaufen
Der 684 Meter hohe Berg Hohenstaufen gilt als die größte Attraktion entlang der Route. Die auf dem Berg gelegene Burg Hohenstaufen wurde vor über 800 Jahren der Stammsitz des einflussreichsten Adelsgeschlechts Schwabens, der Hohenstaufen. Von der ehemaligen Burg finden sich nur noch Mauerreste. In der Euphorie der Reichsgründung 1870/71 dachten Göppinger Bürger daran, die Stauferburg wieder aufzubauen, die Pläne scheiterten jedoch am fehlenden Geld.

### Galluskirche Brenz
Die Galluskirche in Brenz, einem Ortsteil von Sontheim an der Brenz, ist eines der kunsthistorisch bedeutendsten Bauwerke im Landkreis Heidenheim und nimmt eine Sonderstellung im Land Baden-Württemberg ein. Die dreischiffige Säulenbasilika aus dem 13. Jahrhundert wurde auf Fundamenten einer frühchristlichen Holzkirche aus der Zeit um 650 n. Chr. erbaut und ist ein bedeutendes Beispiel spätromanischer Baukunst; neben einigen Grabmälern vom 13. bis zum 16. Jahrhundert sind in der Apsis Reste romanischer Fresken erhalten.